# Мунгуур
Мунгуур (монг. Мүнгүүр) — монгольский военачальник и нойон-тысячник, живший во второй половине XII—начале XIII века. Первоначально служил Чингисхану, затем — его сыну Джучи и внуку Бату.
О жизни Мунгуура практически ничего не известно, за исключением того, что он происходил из племени сиджиут и входил в число девяноста пяти сподвижников Чингисхана, за свои заслуги пожалованных в нойоны-тысячники. Распределяя людей улуса между родственниками, Чингисхан отдал тысячи под командованием Мунгуура и трёх других нойонов (Хунана, Байку и Хушидая) своему старшему сыну Джучи. После смерти Джучи в 1227 году его четыре тумена были поделены между двумя его старшими сыновьями Ордой и Бату, к последнему из которых и перешла тысяча Мунгуура. 
Одним из сыновей Мунгуура был некто Черкес, занимавший место отца в правление золотоордынского хана Тохты (1291—1312).